# Міхал Кіцінський
Міхал Давид Кіцінський (пол. Michał Dawid Kiciński; нар. 8 лютого 1974) — польський підприємець, співзасновник (разом з Марціном Івінським) компанії CD Projekt. Він залишив компанію, але є співвласником близько 11 відсотків акцій.

## Біографія
Роботу на ринку комп'ютерів за у Варшаві розпочав у віці 13 років. У 1994 році разом із Марціном Івінським заснував компанію CD Projekt. Творці CD Projekt першими в Польщі почали продавати прем'єрні ігри вартістю менш як 100 злотих.
Наприкінці 2010 року він покинув компанію і більше не виконує в ній жодних офіційних функцій. Однак до кінця 2011 року він підтримував її знаннями та досвідом.

## Особисте життя
Він брат — Адама Кіціньського — керівника у CD Project.

## Відзнаки
- Підприємець року 2008[4],
- Лицарський хрест ордена Polonia Restituta (2013)[5].